# Llista de topònims de Gavet de la Conca
Llista de topònims (noms propis de lloc) del municipi de Gavet de la Conca, al Pallars Jussà
Informació actualitzada per un bot. Els canvis manuals es perdran quan s'actualitzi!

## antic assentament
| imatge | Nom            | Ubicat a          | instància de      | Detalls | coordenades                                                       | Protecció | Commons (més fotos)          | Dades a WD                    |
| ------ | -------------- | ----------------- | ----------------- | ------- | ----------------------------------------------------------------- | --------- | ---------------------------- | ----------------------------- |
|        | Mas de Guillem | Gavet de la Conca | antic assentament |         | 42° 02′ 59″ N, 1° 02′ 52″ E / 42.04972222°N,1.04777778°E 830 msnm |           |                              | Modifica les dades a Wikidata |
|        | Presquiró      | Gavet de la Conca | antic assentament |         | 42° 04′ 15″ N, 1° 00′ 54″ E / 42.070784°N,1.015026°E 831 msnm     |           |                              | Modifica les dades a Wikidata |
|        | Terrassa       | Gavet de la Conca | antic assentament | 0 hab   | 42° 06′ 50″ N, 0° 56′ 17″ E / 42.11388889°N,0.93805556°E 642 msnm |           | Terrassa (Gavet de la Conca) | Modifica les dades a Wikidata |

## antic municipi d'Espanya
| imatge | Nom                   | Ubicat a          | instància de             | Detalls | coordenades                                          | Protecció | Commons (més fotos)                    | Dades a WD                    |
| ------ | --------------------- | ----------------- | ------------------------ | ------- | ---------------------------------------------------- | --------- | -------------------------------------- | ----------------------------- |
|        | Aransís               | Gavet de la Conca | antic municipi d'Espanya |         | 42° 05′ 12″ N, 0° 57′ 19″ E / 42.086601°N,0.955346°E |           | Aransís (antic municipi)               | Modifica les dades a Wikidata |
|        | Sant Salvador de Toló | Gavet de la Conca | antic municipi d'Espanya |         | 42° 04′ 52″ N, 1° 01′ 53″ E / 42.081172°N,1.031321°E |           | Sant Salvador de Toló (antic municipi) | Modifica les dades a Wikidata |
|        | Sant Serni            | Gavet de la Conca | antic municipi d'Espanya |         | 42° 06′ 20″ N, 0° 55′ 15″ E / 42.10556°N,0.920922°E  |           | Sant Serni (antic municipi)            | Modifica les dades a Wikidata |

## cabana
| imatge | Nom                            | Ubicat a          | instància de | Detalls | coordenades                                                          | Protecció | Commons (més fotos) | Dades a WD                    |
| ------ | ------------------------------ | ----------------- | ------------ | ------- | -------------------------------------------------------------------- | --------- | ------------------- | ----------------------------- |
|        | Borda del Canonge              | Gavet de la Conca | cabana       |         | 42° 07′ 00″ N, 0° 57′ 23″ E / 42.1167603596918°N,0.95646056426557°E  |           |                     | Modifica les dades a Wikidata |
|        | Borda del Carrabiner           | Gavet de la Conca | cabana       |         | 42° 05′ 17″ N, 1° 00′ 48″ E / 42.088039344892°N,1.01330218730873°E   |           |                     | Modifica les dades a Wikidata |
|        | Cabana el Teto                 | Gavet de la Conca | cabana       |         | 42° 07′ 05″ N, 0° 54′ 30″ E / 42.1179756823216°N,0.908471805200626°E |           |                     | Modifica les dades a Wikidata |
|        | Masia de Collet                | Gavet de la Conca | cabana       |         | 42° 06′ 48″ N, 0° 54′ 27″ E / 42.1133469361139°N,0.907499190224545°E |           |                     | Modifica les dades a Wikidata |
|        | Masia del Nin                  | Gavet de la Conca | cabana       |         | 42° 06′ 18″ N, 0° 56′ 51″ E / 42.1048859521682°N,0.94762661412733°E  |           |                     | Modifica les dades a Wikidata |
|        | Rebollar                       | Gavet de la Conca | cabana       |         | 42° 03′ 52″ N, 0° 57′ 31″ E / 42.0645536560898°N,0.958523051117504°E |           |                     | Modifica les dades a Wikidata |
|        | cabana de Miró                 | Gavet de la Conca | cabana       |         | 42° 08′ 03″ N, 0° 56′ 19″ E / 42.1341265592992°N,0.938503248287005°E |           |                     | Modifica les dades a Wikidata |
|        | cabana de Petit                | Gavet de la Conca | cabana       |         | 42° 03′ 24″ N, 0° 59′ 49″ E / 42.0567019311197°N,0.99692596119249°E  |           |                     | Modifica les dades a Wikidata |
|        | cabana del Calent              | Gavet de la Conca | cabana       |         | 42° 08′ 11″ N, 0° 56′ 21″ E / 42.1365241097421°N,0.939115149673151°E |           |                     | Modifica les dades a Wikidata |
|        | cabana del Canut               | Gavet de la Conca | cabana       |         | 42° 05′ 24″ N, 1° 02′ 57″ E / 42.0899523113981°N,1.04920120453211°E  |           |                     | Modifica les dades a Wikidata |
|        | cabana del Carlos              | Gavet de la Conca | cabana       |         | 42° 07′ 16″ N, 0° 54′ 36″ E / 42.1212251780189°N,0.909864910550776°E |           |                     | Modifica les dades a Wikidata |
|        | cabana del Magre               | Gavet de la Conca | cabana       |         | 42° 06′ 39″ N, 0° 54′ 26″ E / 42.1108182026883°N,0.907110697662535°E |           |                     | Modifica les dades a Wikidata |
|        | cabana del Minguet             | Gavet de la Conca | cabana       |         | 42° 07′ 18″ N, 0° 54′ 17″ E / 42.1217627861406°N,0.904778594236375°E |           |                     | Modifica les dades a Wikidata |
|        | cabana del Munda               | Gavet de la Conca | cabana       |         | 42° 07′ 32″ N, 0° 56′ 18″ E / 42.1256649778281°N,0.938221212787505°E |           |                     | Modifica les dades a Wikidata |
|        | cabana del Ton de Montsó       | Gavet de la Conca | cabana       |         | 42° 06′ 55″ N, 0° 54′ 54″ E / 42.1153226005211°N,0.91510289038802°E  |           |                     | Modifica les dades a Wikidata |
|        | corral de Claverol             | Gavet de la Conca | cabana       |         | 42° 03′ 07″ N, 0° 57′ 15″ E / 42.0520457930549°N,0.954054030162617°E |           |                     | Modifica les dades a Wikidata |
|        | corral de Gasparó              | Gavet de la Conca | cabana       |         | 42° 04′ 10″ N, 0° 57′ 54″ E / 42.0693615703635°N,0.96504100288473°E  |           |                     | Modifica les dades a Wikidata |
|        | corral de Miranda              | Gavet de la Conca | cabana       |         | 42° 03′ 16″ N, 0° 57′ 50″ E / 42.0543991135389°N,0.963827113183232°E |           |                     | Modifica les dades a Wikidata |
|        | corral de Roca                 | Gavet de la Conca | cabana       |         | 42° 03′ 51″ N, 0° 58′ 11″ E / 42.0641943157876°N,0.969738370151227°E |           |                     | Modifica les dades a Wikidata |
|        | corral de Vilana               | Gavet de la Conca | cabana       |         | 42° 03′ 41″ N, 0° 59′ 38″ E / 42.0614396275065°N,0.993864376754746°E |           |                     | Modifica les dades a Wikidata |
|        | corral de l'Hostaler           | Gavet de la Conca | cabana       |         | 42° 02′ 16″ N, 1° 00′ 04″ E / 42.0378088209199°N,1.00114395360945°E  |           |                     | Modifica les dades a Wikidata |
|        | corral de la Ferreria          | Gavet de la Conca | cabana       |         | 42° 03′ 49″ N, 0° 59′ 41″ E / 42.063542018194°N,0.994607928913677°E  |           |                     | Modifica les dades a Wikidata |
|        | corral de la Masia             | Gavet de la Conca | cabana       |         | 42° 03′ 15″ N, 0° 56′ 25″ E / 42.0540575490308°N,0.940153088362189°E |           |                     | Modifica les dades a Wikidata |
|        | corral de la Solana            | Gavet de la Conca | cabana       |         | 42° 04′ 50″ N, 0° 59′ 58″ E / 42.0806038964828°N,0.999510721071378°E |           |                     | Modifica les dades a Wikidata |
|        | corral de la Teresa            | Gavet de la Conca | cabana       |         | 42° 02′ 43″ N, 0° 59′ 41″ E / 42.0453780242639°N,0.994672021690186°E |           |                     | Modifica les dades a Wikidata |
|        | corral del Petit               | Gavet de la Conca | cabana       |         | 42° 02′ 19″ N, 1° 00′ 10″ E / 42.0385018197175°N,1.00266862636758°E  |           |                     | Modifica les dades a Wikidata |
|        | corral del Ponça               | Gavet de la Conca | cabana       |         | 42° 02′ 55″ N, 1° 01′ 41″ E / 42.04869444°N,1.02791667°E 965.5 msnm  |           |                     | Modifica les dades a Wikidata |
|        | corral del Tïu                 | Gavet de la Conca | cabana       |         | 42° 03′ 42″ N, 0° 58′ 23″ E / 42.0615789273458°N,0.973096920412054°E |           |                     | Modifica les dades a Wikidata |
|        | corral del Xeu                 | Gavet de la Conca | cabana       |         | 42° 04′ 35″ N, 0° 58′ 00″ E / 42.0764876700951°N,0.96669906071339°E  |           |                     | Modifica les dades a Wikidata |
|        | era de Cota                    | Gavet de la Conca | cabana       |         | 42° 06′ 29″ N, 0° 55′ 02″ E / 42.1079957480028°N,0.91730238276221°E  |           |                     | Modifica les dades a Wikidata |
|        | era del Canonge                | Gavet de la Conca | cabana       |         | 42° 06′ 58″ N, 0° 57′ 38″ E / 42.1160427391971°N,0.960668824878524°E |           |                     | Modifica les dades a Wikidata |
|        | era del Ferrer i del Xicorrill | Gavet de la Conca | cabana       |         | 42° 06′ 29″ N, 0° 55′ 28″ E / 42.1079199713164°N,0.924549390147098°E |           |                     | Modifica les dades a Wikidata |
|        | era del Magrí                  | Gavet de la Conca | cabana       |         | 42° 06′ 24″ N, 0° 55′ 09″ E / 42.1066089801754°N,0.919294946244838°E |           |                     | Modifica les dades a Wikidata |
|        | era del Moreres                | Gavet de la Conca | cabana       |         | 42° 04′ 34″ N, 1° 03′ 11″ E / 42.076248417794°N,1.05310258078753°E   |           |                     | Modifica les dades a Wikidata |
|        | era del Ponet                  | Gavet de la Conca | cabana       |         | 42° 06′ 32″ N, 0° 55′ 20″ E / 42.1089046766197°N,0.922231384406853°E |           |                     | Modifica les dades a Wikidata |
|        | era del Solans                 | Gavet de la Conca | cabana       |         | 42° 06′ 17″ N, 0° 55′ 28″ E / 42.1046060082103°N,0.924560775200312°E |           |                     | Modifica les dades a Wikidata |
|        | era del Tatu                   | Gavet de la Conca | cabana       |         | 42° 06′ 16″ N, 0° 55′ 37″ E / 42.1044424896273°N,0.926972758706536°E |           |                     | Modifica les dades a Wikidata |
|        | eres de Gavet                  | Gavet de la Conca | cabana       |         | 42° 07′ 19″ N, 0° 55′ 20″ E / 42.1219277970046°N,0.922265459110229°E |           |                     | Modifica les dades a Wikidata |
|        | l'Era de Truquet               | Gavet de la Conca | cabana       |         | 42° 07′ 21″ N, 0° 55′ 14″ E / 42.122482596188°N,0.920577919877806°E  |           |                     | Modifica les dades a Wikidata |

## carretera
| imatge | Nom   | Ubicat a                              | instància de | Detalls | coordenades                                       | Protecció | Commons (més fotos) | Dades a WD                    |
| ------ | ----- | ------------------------------------- | ------------ | ------- | ------------------------------------------------- | --------- | ------------------- | ----------------------------- |
|        | L-911 | Isona i Conca Dellà Gavet de la Conca | carretera    |         | 42° 03′ 18″ N, 1° 05′ 23″ E / 42.055°N,1.0896°E   |           |                     | Modifica les dades a Wikidata |
|        | L-912 | Gavet de la Conca                     | carretera    |         | 42° 04′ 46″ N, 1° 01′ 46″ E / 42.0794°N,1.02949°E |           |                     | Modifica les dades a Wikidata |

## casa
| imatge | Nom          | Ubicat a              | instància de | Detalls                                  | coordenades                                                       | Protecció                                  | Commons (més fotos)                                       | Dades a WD                    |
| ------ | ------------ | --------------------- | ------------ | ---------------------------------------- | ----------------------------------------------------------------- | ------------------------------------------ | --------------------------------------------------------- | ----------------------------- |
|        | Casa Comiols | Merea                 | casa         | Estil: arquitectura popular              |                                                                   | bé integrant del patrimoni cultural català |                                                           | Modifica les dades a Wikidata |
|        | Casa Martió  | Sant Salvador de Toló | casa         | Estil: arquitectura popular              | 42° 04′ 51″ N, 1° 01′ 55″ E / 42.08091°N,1.0319°E                 | bé integrant del patrimoni cultural català |                                                           | Modifica les dades a Wikidata |
|        | Casa pairal  | Sant Salvador de Toló | casa         | Estil: arquitectura popular 15th century | 42° 04′ 51″ N, 1° 01′ 54″ E / 42.08082°N,1.03157°E ca:Plaça Major | bé integrant del patrimoni cultural català | Casa pairal, portal de Mitjavila de Sant Salvador de Toló | Modifica les dades a Wikidata |
|        | la Rectoria  | Sant Salvador de Toló | casa         | Estil: arquitectura popular              | 42° 04′ 53″ N, 1° 01′ 52″ E / 42.08135°N,1.03116°E                | bé integrant del patrimoni cultural català |                                                           | Modifica les dades a Wikidata |

## castell
| imatge | Nom                               | Ubicat a               | instància de | Detalls                                   | coordenades                                                                                            | Protecció                                            | Commons (més fotos)     | Dades a WD                    |
| ------ | --------------------------------- | ---------------------- | ------------ | ----------------------------------------- | --- | ---------------------------------------------------- | ----------------------- | ----------------------------- |
|        | Castell de Montllor               | Gavet de la Conca      | castell      | Estil: arquitectura romànica 10th century | 42° 02′ 19″ N, 0° 59′ 59″ E / 42.0386°N,0.999722°E ca:Al sud-oest de l'Hostal Roig 1136 msnm           | bé d'interès cultural bé cultural d'interès nacional | Castell de l'Hostal Roi | Modifica les dades a Wikidata |
|        | Castell de Sant Miquel de la Vall | Sant Miquel de la Vall | castell      | Estil: arquitectura romànica 10th century | 42° 04′ 19″ N, 0° 58′ 09″ E / 42.072002°N,0.969134°E ca:A Sant Gervàs, Sant Miquel de la Vall 998 msnm | bé d'interès cultural bé cultural d'interès nacional | Castell de Sant Gervàs  | Modifica les dades a Wikidata |
|        | Castell de Toló                   | Toló                   | castell      | Estil: arquitectura romànica 11st century | 42° 03′ 28″ N, 1° 01′ 54″ E / 42.057849°N,1.031601°E ca:Sobre el nucli despoblat de Toló 1121 msnm     | bé d'interès cultural bé cultural d'interès nacional | Castell de Toló         | Modifica les dades a Wikidata |

## collada
| imatge | Nom                        | Ubicat a                           | instància de | Detalls | coordenades                                                         | Protecció | Commons (més fotos) | Dades a WD                    |
| ------ | -------------------------- | ---------------------------------- | ------------ | ------- | ------------------------------------------------------------------- | --------- | ------------------- | ----------------------------- |
|        | Coll de Grau (Mata-solana) | Gavet de la Conca                  | collada      |         | 42° 03′ 08″ N, 1° 00′ 08″ E / 42.0521°N,1.00228°E 1143.2 msnm       |           |                     | Modifica les dades a Wikidata |
|        | les Collades (Fontsagrada) | Gavet de la Conca                  | collada      |         | 42° 08′ 16″ N, 0° 55′ 44″ E / 42.13766667°N,0.92886111°E 461.7 msnm |           |                     | Modifica les dades a Wikidata |
|        | pas de les Eugues          | Vilanova de Meià Gavet de la Conca | collada      |         | 42° 01′ 17″ N, 0° 59′ 35″ E / 42.021493°N,0.993053°E 1365 msnm      |           | Pas de les Eugues   | Modifica les dades a Wikidata |

## cova
| imatge | Nom                           | Ubicat a          | instància de | Detalls | coordenades                                                          | Protecció | Commons (més fotos) | Dades a WD                    |
| ------ | ----------------------------- | ----------------- | ------------ | ------- | -------------------------------------------------------------------- | --------- | ------------------- | ----------------------------- |
|        | Forat dels Diners             | Gavet de la Conca | cova         |         | 42° 01′ 51″ N, 1° 00′ 11″ E / 42.0307340540497°N,1.00292399800778°E  |           |                     | Modifica les dades a Wikidata |
|        | cova de la Jaia               | Gavet de la Conca | cova         |         | 42° 03′ 19″ N, 0° 59′ 36″ E / 42.0554029318941°N,0.99319645095277°E  |           |                     | Modifica les dades a Wikidata |
|        | cova dels Llops               | Gavet de la Conca | cova         |         | 42° 01′ 33″ N, 0° 59′ 32″ E / 42.0257564689805°N,0.992245146437782°E |           |                     | Modifica les dades a Wikidata |
|        | coves de Roiet                | Gavet de la Conca | cova         |         | 42° 04′ 29″ N, 0° 57′ 21″ E / 42.07483333°N,0.95588889°E 985 msnm    |           |                     | Modifica les dades a Wikidata |
|        | coves del Torrent de l'Embuit | Gavet de la Conca | cova         |         | 42° 04′ 23″ N, 0° 58′ 04″ E / 42.0731738321977°N,0.967735636798321°E |           |                     | Modifica les dades a Wikidata |
|        | la Cova                       | Gavet de la Conca | cova         |         | 42° 02′ 22″ N, 1° 00′ 17″ E / 42.0395194992524°N,1.00473891435707°E  |           |                     | Modifica les dades a Wikidata |

## curs d'aigua
| imatge | Nom                              | Ubicat a                                                       | instància de     | Detalls                                                | coordenades | Protecció | Commons (més fotos)  | Dades a WD                    |
| ------ | -------------------------------- | -------------------------------------------------------------- | ---------------- | ------------------------------------------------------ | --- | --------- | -------------------- | ----------------------------- |
|        | Barranc de Roca (Gavet)          | Gavet de la Conca                                              | curs d'aigua     | Llarg: 2km                                             | 42° 07′ 21″ N, 0° 55′ 41″ E / 42.1225°N,0.927972°E                                                                          |           |                      | Modifica les dades a Wikidata |
|        | Barranc de Torrentguixers        | Gavet de la Conca                                              | curs d'aigua     | Desemboca: barranc de Guixers Llarg: 2km               | 42° 06′ 09″ N, 0° 59′ 10″ E / 42.1025°N,0.986111°E                                                                          |           |                      | Modifica les dades a Wikidata |
|        | Barranc de la Rovira (Conques)   | Isona i Conca Dellà Gavet de la Conca                          | curs d'aigua     | Desemboca: riu de Conques Llarg: 3.5km                 | 42° 03′ 34″ N, 1° 00′ 24″ E / 42.059346°N,1.006792°E 42° 06′ 20″ N, 1° 01′ 23″ E / 42.105447°N,1.023168°E                   |           |                      | Modifica les dades a Wikidata |
|        | Barranc de les Moles (Barcedana) | Gavet de la Conca                                              | curs d'aigua     | Llarg: 4km                                             | 42° 03′ 54″ N, 0° 57′ 16″ E / 42.0651°N,0.954394°E                                                                          |           |                      | Modifica les dades a Wikidata |
|        | Barranc del Mas (Barcedana)      | Gavet de la Conca                                              | curs d'aigua     | Llarg: 2km                                             | 42° 03′ 54″ N, 0° 57′ 16″ E / 42.0651°N,0.954356°E                                                                          |           |                      | Modifica les dades a Wikidata |
|        | Noguera Pallaresa                | Vall d'Aran Pallars Sobirà Pallars Jussà Noguera               | curs d'aigua     | Desemboca: Segre Llarg: 154km Conca: 2820km²           | 41° 54′ 23″ N, 0° 53′ 24″ E / 41.9064°N,0.8901°E 42° 42′ 43″ N, 0° 56′ 58″ E / 42.71185°N,0.94951944444444°E                |           | Noguera Pallaresa    | Modifica les dades a Wikidata |
|        | barranc de Barcedana             | Llimiana Gavet de la Conca                                     | curs d'aigua     | Desemboca: Noguera Pallaresa                           | 42° 01′ 18″ N, 0° 58′ 26″ E / 42.021748°N,0.974019°E 42° 03′ 43″ N, 0° 53′ 31″ E / 42.06192°N,0.891816°E                    |           | Barranc de Barcedana | Modifica les dades a Wikidata |
|        | barranc de Mas de Guillem        | Gavet de la Conca                                              | curs d'aigua     | Desemboca: riu de Conques Llarg: 4km                   | 42° 03′ 54″ N, 1° 03′ 43″ E / 42.0651°N,1.06183°E                                                                           |           |                      | Modifica les dades a Wikidata |
|        | barranc de Rosó                  | Gavet de la Conca                                              | curs d'aigua     | Desemboca: barranc de Barcedana                        | 42° 02′ 42″ N, 0° 58′ 04″ E / 42.0451°N,0.967639°E                                                                          |           |                      | Modifica les dades a Wikidata |
|        | barranc de la Coma Gran          | Gavet de la Conca                                              | curs d'aigua     | Llarg: 2km                                             | 42° 01′ 23″ N, 0° 59′ 30″ E / 42.023°N,0.991619°E                                                                           |           |                      | Modifica les dades a Wikidata |
|        | barranc de la Ferreria           | Gavet de la Conca                                              | curs d'aigua     | Desemboca: Barranc de la Rovira (Conques) Llarg: 5km   | 42° 03′ 46″ N, 0° 59′ 09″ E / 42.0627°N,0.985743°E                                                                          |           |                      | Modifica les dades a Wikidata |
|        | barranc de la Masia del Tonyet   | Gavet de la Conca                                              | curs d'aigua     | Desemboca: riu de Conques Llarg: 0.75km                | 42° 06′ 15″ N, 0° 56′ 39″ E / 42.1041°N,0.944211°E                                                                          |           |                      | Modifica les dades a Wikidata |
|        | barranc de les Paredades         | Gavet de la Conca                                              | curs d'aigua     | Desemboca: riu de Conques Llarg: 2.5km                 | 42° 04′ 06″ N, 1° 03′ 03″ E / 42.0683°N,1.05093°E                                                                           |           |                      | Modifica les dades a Wikidata |
|        | barranc del Canalís              | Gavet de la Conca                                              | curs d'aigua     | Desemboca: riu de Conques Llarg: 3km                   | 42° 05′ 45″ N, 1° 02′ 33″ E / 42.0957°N,1.04252°E                                                                           |           |                      | Modifica les dades a Wikidata |
|        | el Boix                          | Vilanova de Meià Artesa de Segre Gavet de la Conca             | curs d'aigua riu | Desemboca: Segre Llarg: 23km                           | 42° 01′ 22″ N, 0° 59′ 30″ E / 42.02279°N,0.9915530555555556°E 41° 54′ 28″ N, 1° 00′ 40″ E / 41.90776°N,1.0109769444444443°E |           | Riu Boix             | Modifica les dades a Wikidata |
|        | llau de Comatorta                | Gavet de la Conca                                              | curs d'aigua     | Desemboca: barranc de Barcedana                        | 42° 02′ 32″ N, 0° 59′ 05″ E / 42.0423°N,0.984861°E                                                                          |           |                      | Modifica les dades a Wikidata |
|        | llau de Mallunys                 | Gavet de la Conca                                              | curs d'aigua     | Llarg: 1.5km                                           | 42° 06′ 21″ N, 0° 54′ 27″ E / 42.1059°N,0.9075°E                                                                            |           |                      | Modifica les dades a Wikidata |
|        | llau de la Coma del Torn         | Pallars Jussà Gavet de la Conca Llimiana                       | curs d'aigua     | Desemboca: barranc de Barcedana                        | 42° 02′ 41″ N, 0° 57′ 35″ E / 42.0448°N,0.959722°E                                                                          |           |                      | Modifica les dades a Wikidata |
|        | llau del Cóm                     | Gavet de la Conca                                              | curs d'aigua     | Llarg: 2km                                             | 42° 03′ 34″ N, 0° 56′ 36″ E / 42.0594°N,0.943278°E                                                                          |           |                      | Modifica les dades a Wikidata |
|        | llaueta de Presquiró             | Gavet de la Conca                                              | curs d'aigua     | Desemboca: Barranc de la Rovira (Conques) Llarg: 1.5km | 42° 04′ 21″ N, 1° 00′ 37″ E / 42.0725°N,1.01017°E                                                                           |           |                      | Modifica les dades a Wikidata |
|        | riu d'Abella                     | Abella de la Conca Isona i Conca Dellà Tremp Gavet de la Conca | curs d'aigua     | Desemboca: riu de Conques Llarg: 24km                  | 42° 10′ 37″ N, 1° 08′ 43″ E / 42.176834°N,1.145205°E 42° 07′ 22″ N, 0° 55′ 41″ E / 42.122735°N,0.92812°E                    |           | Riu d'Abella         | Modifica les dades a Wikidata |
|        | riu de Conques                   | Gavet de la Conca Isona i Conca Dellà                          | curs d'aigua     | Desemboca: Noguera Pallaresa Llarg: 27km               | 42° 03′ 13″ N, 1° 00′ 38″ E / 42.053653°N,1.010622°E 42° 07′ 25″ N, 0° 54′ 07″ E / 42.12355°N,0.902028°E                    |           | Riu de Conques       | Modifica les dades a Wikidata |

## entitat singular de població
| imatge | Nom                       | Ubicat a          | instància de                                   | Detalls                     | coordenades                                                       | Protecció | Commons (més fotos)            | Dades a WD                    |
| ------ | ------------------------- | ----------------- | ---------------------------------------------- | --------------------------- | ----------------------------------------------------------------- | --------- | ------------------------------ | ----------------------------- |
|        | Aransís                   | Gavet de la Conca | entitat singular de població                   | 32 hab Superfície: 25.38km² | 42° 05′ 17″ N, 0° 57′ 22″ E / 42.08805556°N,0.95611111°E 945 msnm |           | Aransís                        | Modifica les dades a Wikidata |
|        | Fontsagrada               | Gavet de la Conca | entitat singular de població                   | 22 hab                      | 42° 07′ 41″ N, 0° 55′ 24″ E / 42.128096°N,0.92346°E 432 msnm      |           | Fontsagrada                    | Modifica les dades a Wikidata |
|        | Gavet de la Conca         | Gavet de la Conca | entitat singular de població capital municipal | 41 hab                      | 42° 07′ 20″ N, 0° 55′ 16″ E / 42.122332°N,0.92104472°E 429 msnm   |           | Gavet (Pallars)                | Modifica les dades a Wikidata |
|        | Mata-solana               | Gavet de la Conca | entitat singular de població                   | 7 hab                       | 42° 02′ 58″ N, 0° 59′ 35″ E / 42.049538°N,0.992961°E 980 msnm     |           | Mata-solana                    | Modifica les dades a Wikidata |
|        | Merea                     | Gavet de la Conca | entitat singular de població                   | 3 hab                       | 42° 03′ 17″ N, 1° 03′ 51″ E / 42.05485278°N,1.06421111°E 734 msnm |           | Merea                          | Modifica les dades a Wikidata |
|        | Perolet                   | Gavet de la Conca | entitat singular de població                   | 3 hab                       | 42° 03′ 47″ N, 1° 02′ 59″ E / 42.063012°N,1.049754°E 786 msnm     |           | Perolet                        | Modifica les dades a Wikidata |
|        | Sant Cristòfol de la Vall | Gavet de la Conca | entitat singular de població                   | 17 hab                      | 42° 04′ 07″ N, 0° 56′ 33″ E / 42.068543°N,0.942454°E 738 msnm     |           | Sant Cristòfol de la Vall      | Modifica les dades a Wikidata |
|        | Sant Martí de Barcedana   | Gavet de la Conca | entitat singular de població                   | 18 hab                      | 42° 04′ 06″ N, 0° 57′ 29″ E / 42.068297°N,0.958057°E 749 msnm     |           | Sant Martí de Barcedana        | Modifica les dades a Wikidata |
|        | Sant Miquel de la Vall    | Gavet de la Conca | entitat singular de població                   | 30 hab                      | 42° 04′ 13″ N, 0° 57′ 41″ E / 42.070207°N,0.961384°E 841 msnm     |           | Sant Miquel de la Vall         | Modifica les dades a Wikidata |
|        | Sant Salvador de Toló     | Gavet de la Conca | entitat singular de població                   | 44 hab Superfície: 49.81km² | 42° 04′ 52″ N, 1° 01′ 53″ E / 42.081172°N,1.031321°E 797 msnm     |           | Sant Salvador de Toló          | Modifica les dades a Wikidata |
|        | Sant Serni                | Gavet de la Conca | entitat singular de població                   | 39 hab Superfície: 15.64km² | 42° 06′ 20″ N, 0° 55′ 16″ E / 42.10548°N,0.921099°E 603 msnm      |           | Sant Serni (Gavet de la Conca) | Modifica les dades a Wikidata |
|        | Toló                      | Gavet de la Conca | entitat singular de població                   | 6 hab                       | 42° 03′ 24″ N, 1° 01′ 53″ E / 42.05659°N,1.031426°E 1030 msnm     |           | Toló (Gavet de la Conca)       | Modifica les dades a Wikidata |

## església
| imatge | Nom                                       | Ubicat a                | instància de              | Detalls                                                                                   | coordenades                                                          | Protecció                                  | Commons (més fotos)               | Dades a WD                    |
| ------ | ----------------------------------------- | ----------------------- | ------------------------- | ----------------------------------------------------------------------------------------- | -------------------------------------------------------------------- | ------------------------------------------ | --------------------------------- | ----------------------------- |
|        | Mare de Déu de Bonrepòs                   | Gavet de la Conca       | església                  | Estil: arquitectura romànica 12nd century                                                 | 42° 02′ 19″ N, 1° 03′ 08″ E / 42.03868°N,1.05209°E 1055 msnm         | bé integrant del patrimoni cultural català | Masia Bonrepòs                    | Modifica les dades a Wikidata |
|        | Mare de Déu del Pont d'Orís               | Gavet de la Conca       | església                  |                                                                                           |                                                                      |                                            |                                   | Modifica les dades a Wikidata |
|        | Monestir de Sant Privat de Barcedana      | Gavet de la Conca       | església                  | Estil: art romànic                                                                        |                                                                      |                                            |                                   | Modifica les dades a Wikidata |
|        | Sant Alís                                 | Gavet de la Conca       | església                  |                                                                                           |                                                                      |                                            |                                   | Modifica les dades a Wikidata |
|        | Sant Cristòfol de la Vall                 | Gavet de la Conca       | església                  | Estil: arquitectura popular                                                               | 42° 04′ 07″ N, 0° 56′ 32″ E / 42.06867°N,0.94215°E                   | bé integrant del patrimoni cultural català |                                   | Modifica les dades a Wikidata |
|        | Sant Francesc d'Assís de casa Roca        | Sant Martí de Barcedana | església capella          |                                                                                           | 42° 04′ 06″ N, 0° 57′ 31″ E / 42.0683290902102°N,0.958631690114042°E |                                            |                                   | Modifica les dades a Wikidata |
|        | Sant Fruitós d'Aransís                    | Gavet de la Conca       | església edifici històric | Estil: art romànic Dedicat a: Fructuós de Tarragona                                       | 42° 05′ 20″ N, 0° 56′ 59″ E / 42.08884°N,0.94986°E 917 msnm          | bé integrant del patrimoni cultural català | Sant Fruitós d'Aransís            | Modifica les dades a Wikidata |
|        | Sant Gervàs del Castelló Sobirà           | Gavet de la Conca       | església                  | Estil: art romànic                                                                        | 42° 04′ 15″ N, 0° 58′ 14″ E / 42.07083°N,0.97057°E 980 msnm          | bé integrant del patrimoni cultural català | Ermita de Sant Gervàs             | Modifica les dades a Wikidata |
|        | Sant Isidre de Presquiró                  | Gavet de la Conca       | església                  |                                                                                           | 42° 04′ 22″ N, 1° 00′ 58″ E / 42.0728°N,1.01611°E 831 msnm           |                                            |                                   | Modifica les dades a Wikidata |
|        | Sant Jaume de Merea                       | Gavet de la Conca       | església                  | Estil: arquitectura popular                                                               | 42° 03′ 18″ N, 1° 03′ 51″ E / 42.05493°N,1.06426°E                   | bé integrant del patrimoni cultural català | Sant Jaume de Merea               | Modifica les dades a Wikidata |
|        | Sant Joan Baptista de Perolet             | Gavet de la Conca       | església                  |                                                                                           | 42° 03′ 47″ N, 1° 02′ 59″ E / 42.063169°N,1.049789°E 786 msnm        |                                            | Sant Joan Baptista de Perolet     | Modifica les dades a Wikidata |
|        | Sant Llorenç de Castellnou                | Gavet de la Conca       | església                  |                                                                                           | 42° 04′ 38″ N, 1° 03′ 04″ E / 42.07722222°N,1.05111111°E 766 msnm    |                                            |                                   | Modifica les dades a Wikidata |
|        | Sant Miquel de la Vall                    | Aransís                 | església                  | Estil: art romànic                                                                        | 42° 04′ 11″ N, 0° 57′ 47″ E / 42.06978°N,0.96301°E 841 msnm          | bé integrant del patrimoni cultural català | Sant Miquel de la Vall (església) | Modifica les dades a Wikidata |
|        | Sant Pere d'Aransís                       | Gavet de la Conca       | església                  | Estil: art romànic                                                                        | 42° 05′ 09″ N, 0° 57′ 19″ E / 42.085777°N,0.955222°E 943 msnm        | bé integrant del patrimoni cultural català | Sant Pere d'Aransís               | Modifica les dades a Wikidata |
|        | Sant Pere de Gavet                        | Gavet de la Conca       | església                  | Estil: art romànic                                                                        | 42° 07′ 31″ N, 0° 55′ 17″ E / 42.12527778°N,0.92138889°E 422 msnm    |                                            |                                   | Modifica les dades a Wikidata |
|        | Sant Roc de Mata-solana                   | Gavet de la Conca       | església                  | Estil: arquitectura popular                                                               | 42° 02′ 57″ N, 0° 59′ 35″ E / 42.04924°N,0.99313°E                   | bé integrant del patrimoni cultural català | Sant Roc de Mata-solana           | Modifica les dades a Wikidata |
|        | Sant Salvador de Toló                     | Gavet de la Conca       | església                  | Estil: arquitectura romànica                                                              | 42° 04′ 53″ N, 1° 01′ 53″ E / 42.08138°N,1.03128°E 791 msnm          | bé integrant del patrimoni cultural català | Església de Sant Salvador de Toló | Modifica les dades a Wikidata |
|        | Sant Serni de Castellet                   | Gavet de la Conca       | església                  | Estil: arquitectura romànica Anomenat per: Sadurní de Tolosa Dedicat a: Sadurní de Tolosa |                                                                      |                                            |                                   | Modifica les dades a Wikidata |
|        | Sant Serni de Gavet de la Conca           | Gavet de la Conca       | església                  | Estil: arquitectura popular                                                               | 42° 06′ 20″ N, 0° 55′ 17″ E / 42.10546°N,0.92146°E                   | bé integrant del patrimoni cultural català |                                   | Modifica les dades a Wikidata |
|        | Sant Vicenç de Toló                       | Gavet de la Conca       | església                  | Estil: arquitectura romànica                                                              | 42° 03′ 36″ N, 1° 01′ 58″ E / 42.06°N,1.03277778°E 1121 msnm         |                                            |                                   | Modifica les dades a Wikidata |
|        | Santa Anna de l'Hostal Roig               | Gavet de la Conca       | església                  | Estil: arquitectura romànica 12nd century Estat: ruïnós                                   | 42° 02′ 17″ N, 1° 00′ 00″ E / 42.038174°N,1.000059°E 1100 msnm       |                                            | Santa Anna de l'Hostal Roig       | Modifica les dades a Wikidata |
|        | Santa Cecília de Barcedana                | Gavet de la Conca       | església                  |                                                                                           |                                                                      |                                            |                                   | Modifica les dades a Wikidata |
|        | Santa Fe de Fontsagrada                   | Fontsagrada             | església                  |                                                                                           | 42° 07′ 41″ N, 0° 55′ 28″ E / 42.128084°N,0.924559°E 432 msnm        |                                            | Santa Fe de Fontsagrada           | Modifica les dades a Wikidata |
|        | Santa Maria de Terrassa                   | Gavet de la Conca       | església                  | Estil: art romànic                                                                        | 42° 06′ 50″ N, 0° 56′ 17″ E / 42.11388889°N,0.93805556°E 642 msnm    |                                            |                                   | Modifica les dades a Wikidata |
|        | Santa Maria del Castelló Sobirà           | Gavet de la Conca       | església                  | Llarg: 10.2m Ample: 3.68m                                                                 | 42° 04′ 26″ N, 0° 58′ 13″ E / 42.07388889°N,0.97027778°E 990 msnm    |                                            |                                   | Modifica les dades a Wikidata |
|        | església parroquial de Sant Pere de Gavet | Gavet de la Conca       | església                  | Estil: arquitectura popular                                                               | 42° 07′ 24″ N, 0° 55′ 13″ E / 42.12345°N,0.92028°E                   | bé integrant del patrimoni cultural català | Sant Pere de Gavet                | Modifica les dades a Wikidata |

## font
| imatge | Nom                | Ubicat a              | instància de | Detalls                     | coordenades                                                      | Protecció                                  | Commons (més fotos) | Dades a WD                    |
| ------ | ------------------ | --------------------- | ------------ | --------------------------- | ---------------------------------------------------------------- | ------------------------------------------ | ------------------- | ----------------------------- |
|        | Font Nova          | Gavet de la Conca     | font         |                             | 42° 07′ 42″ N, 0° 55′ 27″ E / 42.128444°N,0.924278°E             |                                            |                     | Modifica les dades a Wikidata |
|        | font Blanca        | Gavet de la Conca     | font         |                             | 42° 07′ 30″ N, 0° 56′ 34″ E / 42.124944°N,0.942889°E             |                                            |                     | Modifica les dades a Wikidata |
|        | font Freda         | Gavet de la Conca     | font         |                             | 42° 04′ 10″ N, 1° 01′ 13″ E / 42.069472°N,1.020278°E             |                                            |                     | Modifica les dades a Wikidata |
|        | font Llun          | Gavet de la Conca     | font         |                             | 42° 04′ 58″ N, 0° 57′ 18″ E / 42.08286111°N,0.955°E              |                                            |                     | Modifica les dades a Wikidata |
|        | font Vella         | Gavet de la Conca     | font         |                             | 42° 07′ 45″ N, 0° 55′ 24″ E / 42.12922222°N,0.92330556°E         |                                            |                     | Modifica les dades a Wikidata |
|        | font d'Obriülls    | Gavet de la Conca     | font         |                             | 42° 02′ 44″ N, 0° 58′ 59″ E / 42.045694°N,0.983056°E             |                                            |                     | Modifica les dades a Wikidata |
|        | font de Balasc     | Gavet de la Conca     | font         |                             | 42° 02′ 33″ N, 1° 00′ 06″ E / 42.042417°N,1.001639°E             |                                            |                     | Modifica les dades a Wikidata |
|        | font de Palomer    | Gavet de la Conca     | font         |                             | 42° 04′ 18″ N, 0° 57′ 34″ E / 42.071639°N,0.959556°E             |                                            |                     | Modifica les dades a Wikidata |
|        | font de Purredó    | Gavet de la Conca     | font         |                             | 42° 05′ 20″ N, 1° 01′ 22″ E / 42.08877778°N,1.02275°E            |                                            |                     | Modifica les dades a Wikidata |
|        | font de l'Espinal  | Gavet de la Conca     | font         |                             | 42° 02′ 29″ N, 1° 02′ 14″ E / 42.0415°N,1.03733333°E             |                                            |                     | Modifica les dades a Wikidata |
|        | font de l'Oriol    | Gavet de la Conca     | font         |                             | 42° 02′ 01″ N, 1° 00′ 16″ E / 42.033667°N,1.004444°E             |                                            |                     | Modifica les dades a Wikidata |
|        | font de la Coma    | Gavet de la Conca     | font         |                             | 42° 05′ 02″ N, 0° 56′ 55″ E / 42.08394444°N,0.94852778°E         |                                            |                     | Modifica les dades a Wikidata |
|        | font de la Mallola | Gavet de la Conca     | font         |                             | 42° 03′ 17″ N, 0° 59′ 09″ E / 42.054722°N,0.985778°E             |                                            |                     | Modifica les dades a Wikidata |
|        | font de la Plaça   | Sant Salvador de Toló | font         | Estil: arquitectura popular | 42° 04′ 51″ N, 1° 01′ 54″ E / 42.0807°N,1.03159°E                | bé integrant del patrimoni cultural català |                     | Modifica les dades a Wikidata |
|        | font de la Sarga   | Gavet de la Conca     | font         |                             | 42° 02′ 37″ N, 1° 01′ 37″ E / 42.04358217327°N,1.0269913536602°E |                                            |                     | Modifica les dades a Wikidata |
|        | font del Boix      | Gavet de la Conca     | font         |                             | 42° 06′ 02″ N, 0° 55′ 36″ E / 42.100583°N,0.926639°E             |                                            |                     | Modifica les dades a Wikidata |
|        | font del Comó      | Gavet de la Conca     | font         |                             | 42° 02′ 17″ N, 1° 00′ 09″ E / 42.038111°N,1.002389°E             |                                            |                     | Modifica les dades a Wikidata |
|        | font del Magre     | Gavet de la Conca     | font         |                             | 42° 06′ 20″ N, 0° 56′ 00″ E / 42.1055°N,0.93325°E                |                                            |                     | Modifica les dades a Wikidata |
|        | font del Ruïnal    | Gavet de la Conca     | font         |                             | 42° 05′ 03″ N, 0° 56′ 40″ E / 42.08422222°N,0.94452778°E         |                                            |                     | Modifica les dades a Wikidata |
|        | font del Vall      | Sant Salvador de Toló | font         | Estil: arquitectura popular | 42° 04′ 51″ N, 1° 01′ 51″ E / 42.08097°N,1.03077°E               | bé integrant del patrimoni cultural català |                     | Modifica les dades a Wikidata |
|        | font dels Hortets  | Gavet de la Conca     | font         |                             | 42° 04′ 05″ N, 0° 58′ 39″ E / 42.068°N,0.97752778°E              |                                            |                     | Modifica les dades a Wikidata |

## granja
| imatge | Nom                | Ubicat a          | instància de | Detalls | coordenades                                                          | Protecció | Commons (més fotos) | Dades a WD                    |
| ------ | ------------------ | ----------------- | ------------ | ------- | -------------------------------------------------------------------- | --------- | ------------------- | ----------------------------- |
|        | Granges del Roquer | Gavet de la Conca | granja       |         | 42° 06′ 42″ N, 0° 54′ 17″ E / 42.1117849872849°N,0.904817097307147°E |           |                     | Modifica les dades a Wikidata |
|        | Granja de Jeroni   | Gavet de la Conca | granja       |         | 42° 05′ 07″ N, 0° 57′ 04″ E / 42.0851520199119°N,0.951043747600063°E |           |                     | Modifica les dades a Wikidata |
|        | Granja de l'Audilo | Gavet de la Conca | granja       |         | 42° 05′ 19″ N, 0° 57′ 20″ E / 42.0886919665266°N,0.955620990865057°E |           |                     | Modifica les dades a Wikidata |
|        | lo Magatzem Nou    | Gavet de la Conca | granja       |         | 42° 04′ 09″ N, 0° 57′ 43″ E / 42.0690456466803°N,0.961956823255932°E |           |                     | Modifica les dades a Wikidata |

## indret
| imatge | Nom                    | Ubicat a                           | instància de | Detalls      | coordenades                                                                          | Protecció | Commons (més fotos)    | Dades a WD                    |
| ------ | ---------------------- | ---------------------------------- | ------------ | ------------ | ------------------------------------------------------------------------------------ | --------- | ---------------------- | ----------------------------- |
|        | Caborrius              | Gavet de la Conca                  | indret       |              | 42° 05′ 50″ N, 0° 57′ 22″ E / 42.09733333°N,0.956°E                                  |           |                        | Modifica les dades a Wikidata |
|        | Cinglo de Currolda     | Gavet de la Conca                  | indret       | Llarg: 1.5km | 42° 02′ 48″ N, 1° 00′ 43″ E / 42.046557°N,1.01182°E 1150 msnm                        |           | Cinglo de Currolda     | Modifica les dades a Wikidata |
|        | Cinglo de Desferrador  | Gavet de la Conca Vilanova de Meià | indret       | Llarg: 1.5km | 42° 02′ 00″ N, 1° 01′ 35″ E / 42.033299°N,1.026381°E 1060 1154 msnm                  |           | Cinglo de Desferrador  | Modifica les dades a Wikidata |
|        | Cinglo de les Solanes  | Gavet de la Conca                  | indret       | Llarg: 1km   | 42° 05′ 34″ N, 0° 55′ 35″ E / 42.0928°N,0.926417°E 800 msnm                          |           |                        | Modifica les dades a Wikidata |
|        | Clot d'en Bou          | Gavet de la Conca                  | indret       |              | 42° 03′ 39″ N, 1° 00′ 22″ E / 42.0609°N,1.00614°E                                    |           |                        | Modifica les dades a Wikidata |
|        | Condreu                | Gavet de la Conca                  | indret       |              | 42° 04′ 59″ N, 1° 00′ 46″ E / 42.08308333°N,1.01280556°E                             |           |                        | Modifica les dades a Wikidata |
|        | Costa del Tossal       | Gavet de la Conca                  | indret       |              | 42° 04′ 05″ N, 1° 01′ 25″ E / 42.0681°N,1.02358°E 975 msnm                           |           |                        | Modifica les dades a Wikidata |
|        | Cucurull               | Gavet de la Conca                  | indret       |              | 42° 04′ 35″ N, 1° 02′ 01″ E / 42.07636111°N,1.03372222°E                             |           |                        | Modifica les dades a Wikidata |
|        | El Vedat               | Gavet de la Conca                  | indret       |              | 42° 05′ 57″ N, 0° 56′ 31″ E / 42.09919444°N,0.94208333°E                             |           |                        | Modifica les dades a Wikidata |
|        | Estanya                | Llimiana Gavet de la Conca         | indret       |              | 42° 03′ 01″ N, 0° 56′ 05″ E / 42.05030556°N,0.93472222°E                             |           |                        | Modifica les dades a Wikidata |
|        | Feixes de la Roca Alta | Gavet de la Conca Vilanova de Meià | indret       |              | 42° 01′ 42″ N, 1° 01′ 22″ E / 42.02833333°N,1.02288889°E Montsec de Rúbies 1350 msnm |           | Feixes de la Roca Alta | Modifica les dades a Wikidata |
|        | L'Era de Pedra         | Gavet de la Conca                  | indret       |              | 42° 03′ 22″ N, 1° 00′ 49″ E / 42.05602778°N,1.01369444°E 1100 msnm                   |           | L'Era de Pedra         | Modifica les dades a Wikidata |
|        | La Falconera           | Gavet de la Conca                  | indret       |              | 42° 03′ 25″ N, 0° 59′ 59″ E / 42.05683333°N,0.99980556°E                             |           |                        | Modifica les dades a Wikidata |
|        | La Feixa               | Gavet de la Conca                  | indret       |              | 42° 03′ 21″ N, 0° 59′ 26″ E / 42.0558°N,0.990639°E 1194 msnm                         |           | La Feixa (Mata-solana) | Modifica les dades a Wikidata |
|        | La Llenguadera         | Gavet de la Conca                  | indret       |              | 42° 03′ 02″ N, 1° 02′ 02″ E / 42.05052778°N,1.03375°E                                |           |                        | Modifica les dades a Wikidata |
|        | La Rovira              | Gavet de la Conca                  | indret       |              | 42° 04′ 35″ N, 1° 00′ 00″ E / 42.0764°N,0.999944°E                                   |           |                        | Modifica les dades a Wikidata |
|        | Les Agunoves           | Gavet de la Conca                  | indret       |              | 42° 05′ 30″ N, 1° 02′ 08″ E / 42.0918°N,1.03561°E                                    |           |                        | Modifica les dades a Wikidata |
|        | Les Masies             | Gavet de la Conca                  | indret       |              | 42° 06′ 20″ N, 0° 57′ 38″ E / 42.10552778°N,0.96069444°E                             |           |                        | Modifica les dades a Wikidata |
|        | Les Pales              | Gavet de la Conca                  | indret       |              | 42° 02′ 54″ N, 0° 56′ 38″ E / 42.04830556°N,0.94391667°E                             |           |                        | Modifica les dades a Wikidata |
|        | Les Tonrelles          | Gavet de la Conca Tremp            | indret       |              | 42° 07′ 44″ N, 0° 55′ 09″ E / 42.12888889°N,0.91902778°E                             |           |                        | Modifica les dades a Wikidata |
|        | Lo Pla                 | Gavet de la Conca                  | indret       |              | 42° 05′ 21″ N, 0° 56′ 42″ E / 42.0892°N,0.945083°E 866.8 msnm                        |           |                        | Modifica les dades a Wikidata |
|        | Los Bassals            | Gavet de la Conca                  | indret       |              | 42° 04′ 18″ N, 1° 02′ 18″ E / 42.0717°N,1.03833°E 911 msnm                           |           |                        | Modifica les dades a Wikidata |
|        | Los Plans (Merea)      | Gavet de la Conca                  | indret       |              | 42° 03′ 40″ N, 1° 04′ 00″ E / 42.06122222°N,1.06663889°E 675 msnm                    |           |                        | Modifica les dades a Wikidata |
|        | Mallomens              | Gavet de la Conca                  | indret       |              | 42° 05′ 13″ N, 1° 02′ 35″ E / 42.08686111°N,1.04313889°E                             |           |                        | Modifica les dades a Wikidata |
|        | Obac de Sota Casa      | Gavet de la Conca                  | indret       |              | 42° 02′ 30″ N, 1° 03′ 15″ E / 42.04179722°N,1.05410556°E 1000 msnm                   |           |                        | Modifica les dades a Wikidata |
|        | Obaga Gran             | Gavet de la Conca                  | indret       |              | 42° 02′ 45″ N, 1° 03′ 19″ E / 42.0458°N,1.05529°E 850 msnm                           |           |                        | Modifica les dades a Wikidata |
|        | Obaga de Bonrepòs      | Gavet de la Conca                  | indret       |              | 42° 02′ 19″ N, 1° 04′ 07″ E / 42.0387°N,1.06864°E 1025 msnm                          |           |                        | Modifica les dades a Wikidata |
|        | Obaga de Sant Salvador | Gavet de la Conca                  | indret       |              | 42° 03′ 09″ N, 1° 04′ 02″ E / 42.05252778°N,1.06733944°E 800 msnm                    |           |                        | Modifica les dades a Wikidata |
|        | Obaga de l'Hostal Roig | Gavet de la Conca                  | indret       |              | 42° 01′ 41″ N, 1° 00′ 12″ E / 42.0281°N,1.00332°E 1200 msnm                          |           |                        | Modifica les dades a Wikidata |
|        | Rubió                  | Gavet de la Conca                  | indret       |              | 42° 03′ 36″ N, 1° 03′ 01″ E / 42.05997222°N,1.05027778°E                             |           |                        | Modifica les dades a Wikidata |
|        | Valiris                | Gavet de la Conca                  | indret       |              | 42° 04′ 42″ N, 1° 00′ 59″ E / 42.07827778°N,1.01633333°E                             |           |                        | Modifica les dades a Wikidata |
|        | Vall de Barcedana      | Llimiana Gavet de la Conca         | indret       |              | 42° 02′ 41″ N, 0° 56′ 42″ E / 42.044695°N,0.944925°E                                 |           | Vall de Barcedana      | Modifica les dades a Wikidata |
|        | Ço de Canut            | Gavet de la Conca                  | indret       |              | 42° 05′ 17″ N, 1° 02′ 58″ E / 42.08794444°N,1.04947222°E 625 msnm                    |           |                        | Modifica les dades a Wikidata |

## masia
| imatge | Nom                              | Ubicat a          | instància de | Detalls                     | coordenades                                                                         | Protecció                                  | Commons (més fotos) | Dades a WD                    |
| ------ | -------------------------------- | ----------------- | ------------ | --------------------------- | ----------------------------------------------------------------------------------- | ------------------------------------------ | ------------------- | ----------------------------- |
|        | Bonrepòs                         | Gavet de la Conca | masia        |                             | 42° 02′ 21″ N, 1° 03′ 06″ E / 42.0392474009051°N,1.05179240666954°E                 |                                            |                     | Modifica les dades a Wikidata |
|        | Ca l'Ermengol                    | Gavet de la Conca | masia        |                             | 42° 02′ 55″ N, 1° 00′ 12″ E / 42.0487°N,1.00328°E 1113 msnm                         |                                            |                     | Modifica les dades a Wikidata |
|        | Cal Bosquet de Baix              | Gavet de la Conca | masia        |                             | 42° 05′ 04″ N, 0° 59′ 50″ E / 42.0844°N,0.99725°E 715 msnm                          |                                            |                     | Modifica les dades a Wikidata |
|        | Cal Cabaler                      | Gavet de la Conca | masia        |                             | 42° 07′ 02″ N, 0° 55′ 00″ E / 42.11711111°N,0.91661111°E 441.6 msnm                 |                                            |                     | Modifica les dades a Wikidata |
|        | Cal Genera                       | Gavet de la Conca | masia        |                             | 42° 03′ 39″ N, 1° 02′ 45″ E / 42.06075°N,1.04594444°E 826.4 msnm                    |                                            |                     | Modifica les dades a Wikidata |
|        | Cal Masover                      | Gavet de la Conca | masia        |                             | 42° 07′ 42″ N, 0° 55′ 14″ E / 42.1283°N,0.920694°E 429.3 msnm                       |                                            |                     | Modifica les dades a Wikidata |
|        | Cal Molí                         | Gavet de la Conca | masia        |                             | 42° 07′ 33″ N, 0° 55′ 17″ E / 42.1257401006014°N,0.921427074257663°E                |                                            |                     | Modifica les dades a Wikidata |
|        | Cal Pallarés                     | Gavet de la Conca | masia        |                             | 42° 07′ 13″ N, 0° 55′ 27″ E / 42.12022222°N,0.92405556°E 448.2 msnm                 |                                            |                     | Modifica les dades a Wikidata |
|        | Cal Patxot                       | Gavet de la Conca | masia        |                             | 42° 05′ 20″ N, 1° 01′ 04″ E / 42.08886111°N,1.01777778°E 687.7 msnm                 |                                            |                     | Modifica les dades a Wikidata |
|        | Cal Peratxo                      | Gavet de la Conca | masia        |                             | 42° 02′ 47″ N, 1° 02′ 10″ E / 42.0465°N,1.03619°E 909.4 msnm                        |                                            |                     | Modifica les dades a Wikidata |
|        | Cal Purredó                      | Gavet de la Conca | masia        |                             | 42° 05′ 13″ N, 1° 00′ 52″ E / 42.08680556°N,1.01433333°E 683.6 msnm                 |                                            |                     | Modifica les dades a Wikidata |
|        | Cal Riba                         | Gavet de la Conca | masia        |                             | 42° 04′ 00″ N, 1° 03′ 43″ E / 42.0666637863267°N,1.06201333264353°E                 |                                            |                     | Modifica les dades a Wikidata |
|        | Cal Seno                         | Gavet de la Conca | masia        |                             | 42° 07′ 20″ N, 0° 54′ 46″ E / 42.1222°N,0.912667°E 401.8 msnm                       |                                            |                     | Modifica les dades a Wikidata |
|        | Cal Solans                       | Gavet de la Conca | masia        |                             | 42° 07′ 11″ N, 0° 54′ 43″ E / 42.1196°N,0.911889°E 408.8 msnm                       |                                            |                     | Modifica les dades a Wikidata |
|        | Casa Colomet                     | Gavet de la Conca | masia        |                             | 42° 05′ 30″ N, 0° 58′ 26″ E / 42.09175°N,0.97380556°E 767 msnm                      |                                            |                     | Modifica les dades a Wikidata |
|        | Casa Cuca                        | Gavet de la Conca | masia        |                             | 42° 04′ 00″ N, 1° 03′ 42″ E / 42.0667552502951°N,1.06156334384335°E                 |                                            |                     | Modifica les dades a Wikidata |
|        | Casa Francisco                   | Gavet de la Conca | masia        |                             | 42° 07′ 05″ N, 0° 54′ 56″ E / 42.11797222°N,0.91541667°E 432 msnm                   |                                            |                     | Modifica les dades a Wikidata |
|        | Casa Grau                        | Gavet de la Conca | masia        |                             | 42° 04′ 53″ N, 1° 01′ 22″ E / 42.08136111°N,1.02277778°E 757 msnm                   |                                            |                     | Modifica les dades a Wikidata |
|        | Casa Ramon                       | Gavet de la Conca | masia        |                             | 42° 07′ 03″ N, 0° 54′ 52″ E / 42.1173902894919°N,0.914406086555915°E                |                                            |                     | Modifica les dades a Wikidata |
|        | Casa Ribó                        | Gavet de la Conca | masia        |                             | 42° 05′ 27″ N, 0° 58′ 25″ E / 42.0907779595656°N,0.973702781171574°E                |                                            |                     | Modifica les dades a Wikidata |
|        | Casa de la Torre                 | Gavet de la Conca | masia        |                             | 42° 06′ 34″ N, 0° 58′ 08″ E / 42.1094506386306°N,0.96880224557832°E                 |                                            |                     | Modifica les dades a Wikidata |
|        | Casa del Pere Joan               | Gavet de la Conca | masia        |                             | 42° 04′ 37″ N, 1° 02′ 29″ E / 42.077°N,1.04139°E 796 msnm                           |                                            |                     | Modifica les dades a Wikidata |
|        | Claverol                         | Gavet de la Conca | masia        |                             | 42° 06′ 29″ N, 0° 57′ 00″ E / 42.107975309051°N,0.95001028288148°E                  |                                            |                     | Modifica les dades a Wikidata |
|        | Mas de Coll                      | Gavet de la Conca | masia        |                             | 42° 05′ 44″ N, 0° 55′ 29″ E / 42.09558333°N,0.92483333°E 714.8 msnm                 |                                            |                     | Modifica les dades a Wikidata |
|        | Mas de Currolda                  | Gavet de la Conca | masia        |                             | 42° 02′ 40″ N, 1° 01′ 06″ E / 42.0445°N,1.01825°E 1027 msnm                         |                                            |                     | Modifica les dades a Wikidata |
|        | Mas de Guillem                   | Gavet de la Conca | masia        |                             | 42° 02′ 52″ N, 1° 02′ 49″ E / 42.0478749410727°N,1.04700965816561°E                 |                                            |                     | Modifica les dades a Wikidata |
|        | Mas de Toló                      | Gavet de la Conca | masia        |                             | 42° 02′ 40″ N, 1° 01′ 06″ E / 42.0445°N,1.01825°E 1027 msnm                         |                                            |                     | Modifica les dades a Wikidata |
|        | Masia Vella del Canonge          | Gavet de la Conca | masia        |                             | 42° 06′ 18″ N, 0° 57′ 21″ E / 42.105050074761°N,0.955808851446188°E                 |                                            |                     | Modifica les dades a Wikidata |
|        | Masia d'Agustí                   | Gavet de la Conca | masia        |                             | 42° 06′ 37″ N, 0° 57′ 18″ E / 42.11033333°N,0.95494444°E 585 msnm                   |                                            |                     | Modifica les dades a Wikidata |
|        | Masia de Badia                   | Gavet de la Conca | masia        |                             | 42° 05′ 46″ N, 0° 58′ 16″ E / 42.0962°N,0.971222°E 745 msnm                         |                                            |                     | Modifica les dades a Wikidata |
|        | Masia de Benetó                  | Gavet de la Conca | masia        |                             | 42° 05′ 46″ N, 0° 58′ 16″ E / 42.09619444°N,0.97122222°E Aransís 745 msnm           |                                            |                     | Modifica les dades a Wikidata |
|        | Masia de Ferrer                  | Gavet de la Conca | masia        |                             | 42° 06′ 14″ N, 0° 58′ 00″ E / 42.1039824526631°N,0.966679070940012°E                |                                            |                     | Modifica les dades a Wikidata |
|        | Masia de Gassol                  | Gavet de la Conca | masia        |                             | 42° 03′ 07″ N, 0° 58′ 16″ E / 42.05205556°N,0.97108333°E 797 msnm                   |                                            |                     | Modifica les dades a Wikidata |
|        | Masia de Genissó                 | Gavet de la Conca | masia        |                             | 42° 03′ 27″ N, 0° 57′ 52″ E / 42.0576°N,0.964472°E Vall de Barcedana 797 msnm       |                                            |                     | Modifica les dades a Wikidata |
|        | Masia de Graus                   | Gavet de la Conca | masia        |                             | 42° 06′ 04″ N, 0° 57′ 46″ E / 42.10108333°N,0.96272222°E 693.1 msnm                 |                                            |                     | Modifica les dades a Wikidata |
|        | Masia de Guamis                  | Gavet de la Conca | masia        |                             | 42° 06′ 50″ N, 0° 54′ 35″ E / 42.1140258653345°N,0.909666137108397°E                |                                            |                     | Modifica les dades a Wikidata |
|        | Masia de Jeroni                  | Gavet de la Conca | masia        |                             | 42° 05′ 44″ N, 0° 58′ 13″ E / 42.0955738797869°N,0.970406124868292°E                |                                            |                     | Modifica les dades a Wikidata |
|        | Masia de Joana                   | Gavet de la Conca | masia        |                             | 42° 07′ 05″ N, 0° 54′ 35″ E / 42.117996839282°N,0.909632351738954°E                 |                                            |                     | Modifica les dades a Wikidata |
|        | Masia de Llenes                  | Gavet de la Conca | masia        |                             | 42° 05′ 42″ N, 0° 58′ 08″ E / 42.0949061550909°N,0.96880710473694°E                 |                                            |                     | Modifica les dades a Wikidata |
|        | Masia de Llesui                  | Gavet de la Conca | masia        |                             | 42° 05′ 54″ N, 0° 58′ 28″ E / 42.0982934060508°N,0.974467126388344°E                |                                            |                     | Modifica les dades a Wikidata |
|        | Masia de Lluquetó                | Gavet de la Conca | masia        |                             | 42° 03′ 18″ N, 0° 58′ 51″ E / 42.0550046340768°N,0.980762104461676°E                |                                            |                     | Modifica les dades a Wikidata |
|        | Masia de Marquès                 | Gavet de la Conca | masia        |                             | 42° 06′ 29″ N, 0° 57′ 23″ E / 42.107934239412°N,0.956441818079788°E                 |                                            |                     | Modifica les dades a Wikidata |
|        | Masia de Maçaners                | Gavet de la Conca | masia        |                             | 42° 03′ 01″ N, 0° 58′ 33″ E / 42.0503331169093°N,0.975798817137208°E                |                                            |                     | Modifica les dades a Wikidata |
|        | Masia de Quiquet                 | Gavet de la Conca | masia        |                             | 42° 03′ 27″ N, 0° 57′ 52″ E / 42.05755556°N,0.96447222°E Vall de Barcedana 797 msnm |                                            |                     | Modifica les dades a Wikidata |
|        | Masia de Rosset                  | Gavet de la Conca | masia        |                             | 42° 06′ 46″ N, 0° 54′ 25″ E / 42.1128852228873°N,0.906873332870684°E                |                                            |                     | Modifica les dades a Wikidata |
|        | Masia de Sòls de l'Escolà        | Gavet de la Conca | masia        |                             | 42° 05′ 51″ N, 0° 58′ 36″ E / 42.0976380919294°N,0.976628353116454°E                |                                            |                     | Modifica les dades a Wikidata |
|        | Masia de Toló                    | Gavet de la Conca | masia        |                             | 42° 06′ 33″ N, 0° 57′ 50″ E / 42.10916667°N,0.96394444°E 589.8 msnm                 |                                            |                     | Modifica les dades a Wikidata |
|        | Masia de Xinco                   | Gavet de la Conca | masia        |                             | 42° 05′ 44″ N, 0° 55′ 10″ E / 42.0955602526374°N,0.919378176751495°E                |                                            |                     | Modifica les dades a Wikidata |
|        | Masia de l'Escolà                | Gavet de la Conca | masia        |                             | 42° 05′ 31″ N, 0° 58′ 08″ E / 42.09183333°N,0.96875°E 833.3 msnm                    |                                            |                     | Modifica les dades a Wikidata |
|        | Masia de la Colomera             | Gavet de la Conca | masia        |                             | 42° 03′ 07″ N, 0° 57′ 35″ E / 42.052°N,0.959694°E 670 msnm                          |                                            |                     | Modifica les dades a Wikidata |
|        | Masia del Bep                    | Gavet de la Conca | masia        |                             | 42° 03′ 13″ N, 0° 56′ 43″ E / 42.0535°N,0.94513889°E 539.6 msnm                     |                                            |                     | Modifica les dades a Wikidata |
|        | Masia del Ganxa                  | Gavet de la Conca | masia        |                             | 42° 05′ 46″ N, 0° 54′ 50″ E / 42.09619444°N,0.91386111°E 555 msnm                   |                                            |                     | Modifica les dades a Wikidata |
|        | Masia del Lluís                  | Gavet de la Conca | masia        |                             | 42° 05′ 30″ N, 0° 58′ 04″ E / 42.0917884589911°N,0.967697485739719°E                |                                            |                     | Modifica les dades a Wikidata |
|        | Masia del Macià                  | Gavet de la Conca | masia        |                             | 42° 06′ 15″ N, 0° 57′ 48″ E / 42.104103500134°N,0.963349440983953°E                 |                                            |                     | Modifica les dades a Wikidata |
|        | Masia del Magí                   | Gavet de la Conca | masia        |                             | 42° 07′ 02″ N, 0° 54′ 12″ E / 42.11727778°N,0.90333333°E 390 msnm                   |                                            |                     | Modifica les dades a Wikidata |
|        | Masia del Mingo                  | Gavet de la Conca | masia        |                             | 42° 06′ 04″ N, 0° 55′ 13″ E / 42.10111111°N,0.92025°E 587.6 msnm                    |                                            |                     | Modifica les dades a Wikidata |
|        | Masia del Peret                  | Gavet de la Conca | masia        |                             | 42° 03′ 17″ N, 0° 58′ 33″ E / 42.0548°N,0.975972°E Vall de Barcedana 852 msnm       |                                            |                     | Modifica les dades a Wikidata |
|        | Masia del Perolet                | Gavet de la Conca | masia        |                             | 42° 05′ 27″ N, 0° 57′ 51″ E / 42.0908620228718°N,0.964208544881875°E                |                                            |                     | Modifica les dades a Wikidata |
|        | Masia del Tonera                 | Gavet de la Conca | masia        |                             | 42° 03′ 07″ N, 0° 56′ 59″ E / 42.0519525493805°N,0.94983979394945°E                 |                                            |                     | Modifica les dades a Wikidata |
|        | Molí de l'Oli                    | Gavet de la Conca | masia        |                             | 42° 04′ 13″ N, 0° 57′ 27″ E / 42.0703557221608°N,0.957636011089316°E                |                                            |                     | Modifica les dades a Wikidata |
|        | Presquiró                        | Gavet de la Conca | masia        |                             | 42° 04′ 15″ N, 1° 00′ 54″ E / 42.070966710938°N,1.0150194336213°E                   |                                            |                     | Modifica les dades a Wikidata |
|        | Terrassa                         | Gavet de la Conca | masia        |                             | 42° 06′ 43″ N, 0° 56′ 10″ E / 42.1119392275808°N,0.936174692624362°E                |                                            |                     | Modifica les dades a Wikidata |
|        | Xalets de la Central de Reculada | Gavet de la Conca | masia        |                             | 42° 06′ 24″ N, 0° 54′ 05″ E / 42.1065423285931°N,0.901301110973179°E                |                                            |                     | Modifica les dades a Wikidata |
|        | l'Hostal Roig                    | Gavet de la Conca | masia        | Estil: arquitectura popular | 42° 02′ 23″ N, 1° 00′ 06″ E / 42.039819°N,1.001534°E 1093 msnm                      | bé integrant del patrimoni cultural català | L'Hostal Roig       | Modifica les dades a Wikidata |
|        | la Cabaneta                      | Gavet de la Conca | masia        |                             | 42° 06′ 42″ N, 0° 55′ 32″ E / 42.1116°N,0.925528°E 573.3 msnm                       |                                            |                     | Modifica les dades a Wikidata |
|        | la Ferreria                      | Gavet de la Conca | masia        | Estil: arquitectura popular | 42° 04′ 09″ N, 0° 59′ 32″ E / 42.0691°N,0.99215°E                                   | bé integrant del patrimoni cultural català |                     | Modifica les dades a Wikidata |
|        | les Eres                         | Gavet de la Conca | masia        |                             | 42° 06′ 25″ N, 0° 55′ 02″ E / 42.1069°N,0.917167°E 555 msnm                         |                                            |                     | Modifica les dades a Wikidata |

## molí d'aigua
| imatge | Nom               | Ubicat a          | instància de | Detalls                                  | coordenades                                                   | Protecció                                  | Commons (més fotos) | Dades a WD                    |
| ------ | ----------------- | ----------------- | ------------ | ---------------------------------------- | ------------------------------------------------------------- | ------------------------------------------ | ------------------- | ----------------------------- |
|        | Molí de l'Abellot | Gavet de la Conca | molí d'aigua |                                          | 42° 04′ 52″ N, 1° 03′ 41″ E / 42.081°N,1.06147°E 596.8 msnm   |                                            | Molí de l'Abellot   | Modifica les dades a Wikidata |
|        | Molí del Canonge  | Gavet de la Conca | molí d'aigua | Estil: arquitectura popular 19th century | 42° 07′ 00″ N, 0° 57′ 40″ E / 42.11653°N,0.96117°E 463.8 msnm | bé integrant del patrimoni cultural català |                     | Modifica les dades a Wikidata |

## muntanya
| imatge | Nom                            | Ubicat a                                    | instància de | Detalls | coordenades                                                              | Protecció | Commons (més fotos)           | Dades a WD                    |
| ------ | ------------------------------ | ------------------------------------------- | ------------ | ------- | ------------------------------------------------------------------------ | --------- | ----------------------------- | ----------------------------- |
|        | Capolat d'Aransís              | Gavet de la Conca                           | muntanya     |         | 42° 04′ 54″ N, 0° 58′ 15″ E / 42.08155833°N,0.97071667°E 1138.5 msnm     |           |                               | Modifica les dades a Wikidata |
|        | Cinglo Alt                     | Gavet de la Conca                           | muntanya     |         | 42° 02′ 28″ N, 1° 02′ 26″ E / 42.0412°N,1.04067°E 1076.5 msnm            |           |                               | Modifica les dades a Wikidata |
|        | Puig del Camí Ramader          | Vilanova de Meià Gavet de la Conca          | muntanya     |         | 42° 01′ 14″ N, 0° 58′ 24″ E / 42.02062°N,0.973254°E 1637 msnm            |           | Puig del Camí Ramader         | Modifica les dades a Wikidata |
|        | Roca Alta                      | Vilanova de Meià Gavet de la Conca          | muntanya     |         | 42° 01′ 17″ N, 1° 00′ 37″ E / 42.021295°N,1.010158°E 1437 msnm           |           | Roca Alta (Gavet de la Conca) | Modifica les dades a Wikidata |
|        | Serrat de l'Aspre              | Gavet de la Conca Tremp                     | muntanya     |         | 42° 08′ 18″ N, 0° 56′ 01″ E / 42.13837222°N,0.93356389°E 491.1 msnm      |           |                               | Modifica les dades a Wikidata |
|        | Tossal de Mirapallars i Urgell | Vilanova de Meià Llimiana Gavet de la Conca | muntanya     |         | 42° 01′ 16″ N, 0° 57′ 33″ E / 42.0210727556°N,0.959033353518°E 1672 msnm |           | Tossal de Mirapallars         | Modifica les dades a Wikidata |
|        | Tossal del Vigatà              | Gavet de la Conca                           | muntanya     |         | 42° 03′ 27″ N, 1° 01′ 33″ E / 42.05741389°N,1.02570556°E 1240.2 msnm     |           | Tossal del Vigatà             | Modifica les dades a Wikidata |
|        | Tossalets                      | Gavet de la Conca                           | muntanya     |         | 42° 03′ 46″ N, 0° 59′ 02″ E / 42.062661111111°N,0.98392138888889°E       |           |                               | Modifica les dades a Wikidata |

## partida rural
| imatge | Nom              | Ubicat a          | instància de  | Detalls | coordenades                                              | Protecció | Commons (més fotos) | Dades a WD                    |
| ------ | ---------------- | ----------------- | ------------- | ------- | -------------------------------------------------------- | --------- | ------------------- | ----------------------------- |
|        | Arguilers        | Gavet de la Conca | partida rural |         | 42° 06′ 36″ N, 0° 54′ 51″ E / 42.10988889°N,0.91419444°E |           |                     | Modifica les dades a Wikidata |
|        | Horta del Roquer | Gavet de la Conca | partida rural |         | 42° 06′ 52″ N, 0° 54′ 24″ E / 42.11455556°N,0.90661111°E |           |                     | Modifica les dades a Wikidata |
|        | Les Planelles    | Gavet de la Conca | partida rural |         | 42° 07′ 12″ N, 0° 56′ 39″ E / 42.1201°N,0.944139°E       |           |                     | Modifica les dades a Wikidata |
|        | Los Caus         | Gavet de la Conca | partida rural |         | 42° 06′ 13″ N, 0° 54′ 02″ E / 42.10366667°N,0.90058333°E |           |                     | Modifica les dades a Wikidata |
|        | Mallunys         | Gavet de la Conca | partida rural |         | 42° 05′ 59″ N, 0° 54′ 27″ E / 42.0996°N,0.907611°E       |           |                     | Modifica les dades a Wikidata |
|        | Reculada         | Gavet de la Conca | partida rural |         | 42° 06′ 22″ N, 0° 54′ 14″ E / 42.1060833333°N,0.904°E    |           |                     | Modifica les dades a Wikidata |

## pont
| imatge | Nom                | Ubicat a          | instància de   | Detalls                                           | coordenades                                                          | Protecció | Commons (més fotos) | Dades a WD                    |
| ------ | ------------------ | ----------------- | -------------- | ------------------------------------------------- | -------------------------------------------------------------------- | --------- | ------------------- | ----------------------------- |
|        | Pont d'Espinau     | Gavet de la Conca | pont           | Travessa: canal de Gavet                          | 42° 06′ 53″ N, 0° 54′ 44″ E / 42.1148279226995°N,0.912167765593557°E |           |                     | Modifica les dades a Wikidata |
|        | Pont de Farriatges | Gavet de la Conca | pont           | Travessa: canal de Gavet                          | 42° 07′ 03″ N, 0° 54′ 49″ E / 42.1176367931974°N,0.913599650356851°E |           |                     | Modifica les dades a Wikidata |
|        | Pont de Gavet      | Gavet de la Conca | pont aqüeducte | Travessa: riu de Conques Hi passa: canal de Gavet | 42° 07′ 32″ N, 0° 55′ 05″ E / 42.1256066947488°N,0.918044071276049°E |           |                     | Modifica les dades a Wikidata |
|        | Pont de l'Horta    | Gavet de la Conca | pont           | Travessa: canal de Gavet                          | 42° 06′ 48″ N, 0° 54′ 39″ E / 42.1132479465337°N,0.910961724205985°E |           |                     | Modifica les dades a Wikidata |
|        | Pont de la Coma    | Gavet de la Conca | pont           | Travessa: canal de Gavet                          | 42° 07′ 13″ N, 0° 55′ 01″ E / 42.1203565427578°N,0.917066830664477°E |           |                     | Modifica les dades a Wikidata |
|        | Pont dels Set Ulls | Gavet de la Conca | pont           | Llarg: 441.7m Ample: 70m                          | 42° 07′ 04″ N, 0° 57′ 08″ E / 42.1178611111°N,0.952166666667°E       |           |                     | Modifica les dades a Wikidata |

## serra
| imatge | Nom                                    | Ubicat a                                              | instància de | Detalls      | coordenades | Protecció | Commons (més fotos)   | Dades a WD                    |
| ------ | -------------------------------------- | ----------------------------------------------------- | ------------ | ------------ | --- | --------- | --------------------- | ----------------------------- |
|        | Serra de Comiols                       | Isona i Conca Dellà Gavet de la Conca Artesa de Segre | serra        | Llarg: 2.5km | 42° 01′ 33″ N, 1° 04′ 28″ E / 42.0257°N,1.0744222222222222°E 42° 03′ 13″ N, 1° 05′ 15″ E / 42.05374722222222°N,1.0876083333333333°E 1125.3 msnm           |           |                       | Modifica les dades a Wikidata |
|        | Serra de la Campaneta                  | Gavet de la Conca                                     | serra        | Llarg: 2.5km | 42° 03′ 33″ N, 1° 01′ 36″ E / 42.0592°N,1.02667°E 1249 msnm                                                                                               |           | Serra de la Campaneta | Modifica les dades a Wikidata |
|        | Serra de la Vall de Llimiana           | Gavet de la Conca                                     | serra        | Llarg: 4.5km | 42° 04′ 39″ N, 0° 57′ 09″ E / 42.0775°N,0.952612°E |           |                       | Modifica les dades a Wikidata |
|        | Serra del Cucuc                        | Gavet de la Conca                                     | serra        | Llarg: 1.5km | 42° 02′ 08″ N, 1° 01′ 43″ E / 42.035443°N,1.028656°E 1158 msnm                                                                                            |           | Serra del Cucuc       | Modifica les dades a Wikidata |
|        | Serra del Magre (Gavet de la Conca)    | Gavet de la Conca                                     | serra        |              | 42° 06′ 00″ N, 0° 56′ 01″ E / 42.1°N,0.933641°E |           |                       | Modifica les dades a Wikidata |
|        | Serra dels Obacs (Gavet de la Conca)   | Gavet de la Conca                                     | serra        | Llarg: 4.5km | 42° 04′ 54″ N, 0° 58′ 14″ E / 42.0816°N,0.970653°E |           |                       | Modifica les dades a Wikidata |
|        | Serrat Ample                           | Gavet de la Conca                                     | serra        | Llarg: 1.6km | 42° 02′ 21″ N, 0° 59′ 06″ E / 42.03913333333333°N,0.9849336111111112°E 42° 01′ 49″ N, 0° 58′ 01″ E / 42.03035°N,0.966931388888889°E Llimiana 1389.4 msnm  |           |                       | Modifica les dades a Wikidata |
|        | Serrat de Guamis                       | Gavet de la Conca                                     | serra        | Llarg: 4.5km | 42° 05′ 36″ N, 0° 55′ 25″ E / 42.093402777777776°N,0.9236944444444444°E 42° 06′ 00″ N, 0° 56′ 01″ E / 42.10003722222222°N,0.9336411111111113°E 846.9 msnm |           |                       | Modifica les dades a Wikidata |
|        | Serrat de l'Audilo                     | Gavet de la Conca                                     | serra        |              | 42° 05′ 36″ N, 0° 55′ 25″ E / 42.093402777777776°N,0.9236944444444444°E 42° 06′ 00″ N, 0° 56′ 01″ E / 42.10003722222222°N,0.9336411111111113°E            |           |                       | Modifica les dades a Wikidata |
|        | Serrat de la Móra                      | Gavet de la Conca                                     | serra        |              | 42° 05′ 36″ N, 0° 55′ 25″ E / 42.093402777777776°N,0.9236944444444444°E 42° 06′ 00″ N, 0° 56′ 01″ E / 42.10003722222222°N,0.9336411111111113°E            |           |                       | Modifica les dades a Wikidata |
|        | Serrat del Calvari (Gavet de la Conca) | Gavet de la Conca                                     | serra        | Llarg: 2.5km | 42° 05′ 27″ N, 1° 01′ 27″ E / 42.0907°N,1.02422°E 1125.3 msnm                                                                                             |           |                       | Modifica les dades a Wikidata |
|        | Serrat del Canonge                     | Gavet de la Conca                                     | serra        |              | 42° 05′ 36″ N, 0° 55′ 25″ E / 42.093402777777776°N,0.9236944444444444°E 42° 06′ 00″ N, 0° 56′ 01″ E / 42.10003722222222°N,0.9336411111111113°E 1000 msnm  |           |                       | Modifica les dades a Wikidata |
|        | Serrat del Negre                       | Gavet de la Conca                                     | serra        |              | 42° 06′ 00″ N, 0° 56′ 01″ E / 42.10003722°N,0.93364111°E                                                                                                  |           |                       | Modifica les dades a Wikidata |
|        | Serrat del Patxot                      | Gavet de la Conca Isona i Conca Dellà                 | serra        | Llarg: 4.5km | 42° 06′ 00″ N, 0° 56′ 01″ E / 42.1°N,0.933641°E |           |                       | Modifica les dades a Wikidata |

## serralada
| imatge | Nom               | Ubicat a | instància de | Detalls       | coordenades | Protecció | Commons (més fotos) | Dades a WD                    |
| ------ | ----------------- | --- | ------------ | ------------- | --- | --------- | ------------------- | ----------------------------- |
|        | Montsec de Rúbies | Vilanova de Meià Camarasa Llimiana Gavet de la Conca                                                                                                   | serralada    | Llarg: 13.5km | 42° 01′ 19″ N, 0° 56′ 18″ E / 42.0219°N,0.938333°E 42° 01′ 33″ N, 0° 57′ 49″ E / 42.02583°N,0.96371°E 1676 msnm |           | Montsec de Rúbies   | Modifica les dades a Wikidata |
|        | serra del Montsec | Vilanova de Meià Artesa de Segre Àger Camarasa Gavet de la Conca Isona i Conca Dellà Llimiana Castell de Mur Sant Esteve de la Sarga Viacamp i Lliterà | serralada    | Llarg: 45km   | 42° 02′ 39″ N, 0° 45′ 59″ E / 42.04416667°N,0.76638889°E 1676 msnm                                              |           | Montsec             | Modifica les dades a Wikidata |

## Misc
| imatge | Nom                                              | Ubicat a | instància de                                   | Detalls                     | coordenades | Protecció                                  | Commons (més fotos)                | Dades a WD                    |
| ------ | ------------------------------------------------ | --- | ---------------------------------------------- | --------------------------- | --- | ------------------------------------------ | ---------------------------------- | ----------------------------- |
|        | Capolat d'Aransis                                | Gavet de la Conca | vèrtex geodèsic                                | Alt: 1.2m                   | 42° 04′ 54″ N, 0° 58′ 15″ E / 42.081563°N,0.970698°E 1138.744 msnm                                                         |                                            |                                    | Modifica les dades a Wikidata |
|        | Castellnou                                       | Gavet de la Conca | nucli de població                              |                             | 42° 04′ 32″ N, 1° 03′ 02″ E / 42.07553056°N,1.05045833°E 766 msnm                                                          |                                            | Castellnou (Gavet de la Conca)     | Modifica les dades a Wikidata |
|        | Central hidroelèctrica de Reculada               | Gavet de la Conca | central hidroelèctrica                         |                             | 42° 06′ 18″ N, 0° 53′ 58″ E / 42.105021°N,0.899329°E 381 msnm                                                              |                                            | Central hidroelèctrica de Reculada | Modifica les dades a Wikidata |
|        | Espai d'Interès Natural del Montsec              | Àger Camarasa Vilanova de Meià Castell de Mur Gavet de la Conca Isona i Conca Dellà Llimiana Sant Esteve de la Sarga Tremp | espai d'interès natural Espai Natural Protegit | 1992 Superfície: 22071ha    | |                                            |                                    | Modifica les dades a Wikidata |
|        | Les Pales                                        | Gavet de la Conca | costa                                          |                             | 42° 01′ 44″ N, 0° 59′ 12″ E / 42.02888889°N,0.98663889°E l'Hostal Roig 1325 msnm                                           |                                            |                                    | Modifica les dades a Wikidata |
|        | Teuleria de Sant Miquel de la Vall               | Gavet de la Conca | edifici teuleria                               | Estil: arquitectura popular | | bé integrant del patrimoni cultural català |                                    | Modifica les dades a Wikidata |
|        | Trinxeres i búnquer de les Feixes de la Rossella | Gavet de la Conca | trinxera búnquer                               | Estil: arquitectura popular | | bé integrant del patrimoni cultural català |                                    | Modifica les dades a Wikidata |
|        | canal de Gavet                                   | Gavet de la Conca | canal                                          | 1913                        | 42° 10′ 22″ N, 0° 54′ 29″ E / 42.17273°N,0.907992°E 42° 06′ 26″ N, 0° 54′ 19″ E / 42.10734388888889°N,0.9053161111111112°E |                                            | Canal de Gavet                     | Modifica les dades a Wikidata |
|        | casa consistorial de Gavet de la Conca           | Gavet de la Conca | casa consistorial                              |                             | 42° 07′ 25″ N, 0° 55′ 13″ E / 42.1236074°N,0.9201945°E                                                                     |                                            |                                    | Modifica les dades a Wikidata |
|        | cementiri de Sant Salvador de Toló               | Gavet de la Conca | cementiri                                      |                             | 42° 05′ 02″ N, 1° 01′ 52″ E / 42.0837600614784°N,1.03097811875137°E                                                        |                                            |                                    | Modifica les dades a Wikidata |
|        | la Roca de les Tres Creus                        | Gavet de la Conca | creu monumental                                |                             | 42° 04′ 35″ N, 1° 03′ 57″ E / 42.0763196021675°N,1.06582955538859°E                                                        |                                            |                                    | Modifica les dades a Wikidata |